# Gdańsk Brętowo
Gdańsk Brętowo – przystanek kolejowy na linii Pomorskiej Kolei Metropolitalnej w Gdańsku, a dawniej stacja kolejowa na linii kolejowej Gdańsk Wrzeszcz – Stara Piła (patrz historia).

## Ruch pasażerski
| Rok  | Wymiana pasażerska na dobę |
| ---- | -------------------------- |
| 2017 | 200-299                    |
| 2022 | 300-499                    |

## Położenie

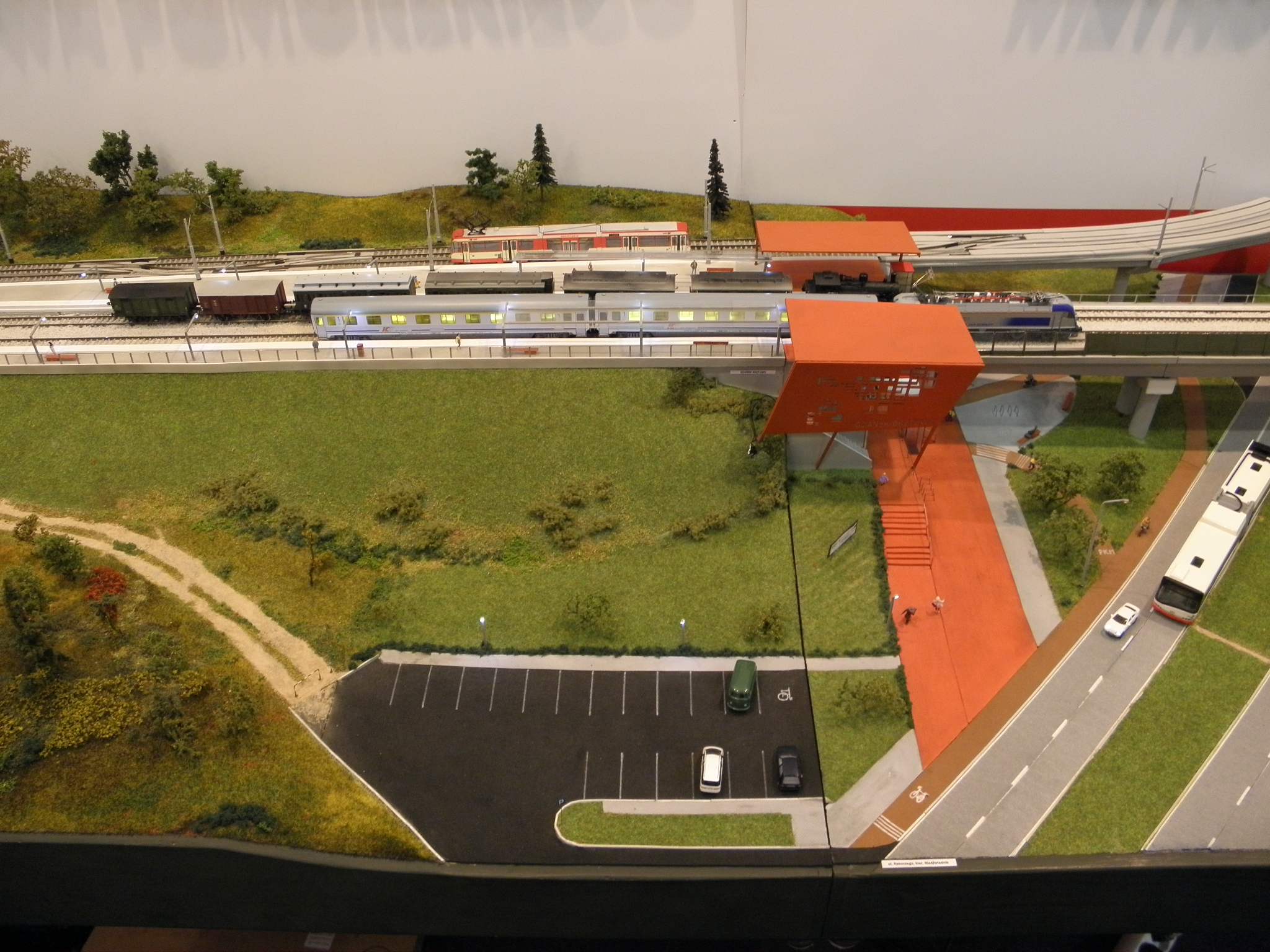
Makieta przystanku PKM i tramwajowego

Przystanek położony jest na terenie dzielnicy Brętowo w Gdańsku, w województwie pomorskim, tuż przy granicy z dzielnicą Piecki-Migowo i osiedlem Morena. Przystanek znajduje się na nasypie kolejowym, na wysokości ok. 65 m n.p.m..

## Połączenie z komunikacją miejską
Przystanek kolejowy ma jeden wspólny peron (w kierunku Wrzeszcza) integrujący go z końcowym przystankiem tramwajowym Brętowo PKM tramwajów dwukierunkowych z dwoma osobnymi krawędziami peronowymi dla pociągów i tramwajów. Tramwaj doprowadzony jest do przystanku kolejowego osobną estakadą z Moreny.

W bezpośrednim sąsiedztwie przystanku kolejowego znajduje się również przystanek autobusowy Brętowo PKM.

## Historia

### 1912–1945
W projekcie z początku XIX wieku uwzględniono na trasie z Wrzeszcza do Starej Piły zaledwie trzy stacje: Kiełpinek, Kokoszki i Leźno. Tego typu projekt nie spodobał się mieszkańcom Brętowa, którzy rok po rozpoczęciu inwestycji zaproponowali uwzględnienie stacji między Wrzeszczem a Kiełpinkiem. Mimo wątpliwości ekonomicznych i technicznych Ministerstwo Robót Publicznych zgodziło się na skromny przystanek osobowy z drewnianą wiatą i ceglaną toaletą. 3 marca 1914 policja budowlana zatwierdziła projekt, niemniej problemem okazała się droga do stacji. Nie dość, że została wybudowana w ostatnim momencie to na dodatek jej budowniczowie nie mogli doprosić się wynagrodzenia jeszcze cztery miesiące po oficjalnym otwarciu linii kolejowej. Związane to było z przejęciem po raz kolejny inicjatywy przez mieszkańców, którzy postanowili przedstawić władzom swój wariant drogi. Danziger Höhe starał się więc usilnie pokierować poszkodowanych po wypłatę do liderów społeczności Brętowskich. Koszt budowy stacji wyniósł 4 500 marek, a na uroczysty przejazd 1 maja 1914 inaugurujący rozpoczęcie ruchu kolejowego stację wyposażono w maszt flagowy i barwy narodowe. W trakcie działań wojennych wzdłuż nasypu na wysokości przystanku zlokalizowano rowy przeciwpancerne.

### 1945–2010
Po wysadzeniu wiaduktów na trasie przez niemieckich saperów trasa kolejowa, przy której znajdował się przystanek, stała się nieprzejezdna. 13 sierpnia 1946 ogłoszono przetarg na rozbiórkę torowiska. Szyny z Brętowa trafiły na odbudowywaną linię kolejową numer 237. Z czasem przy nasypie pojawiły się ogródki działkowe budowane z elementów znalezionych przy rozebranej trasie kolejowej. Do momentu rozpoczęcia prac nad budową PKM nie zachował się żaden ślad po starej stacji kolejowej.

### Od 2010

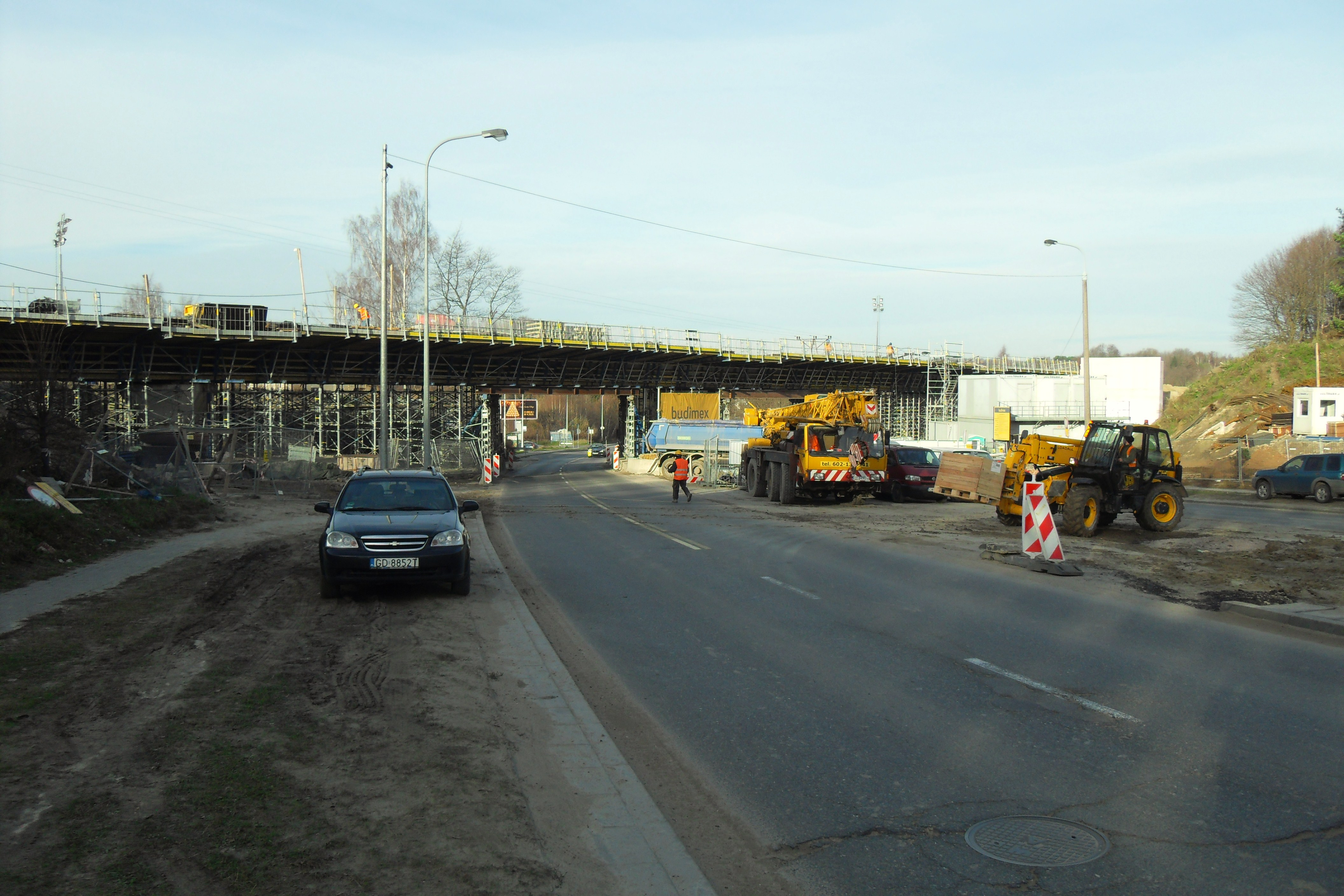
Budowa przystanku, wiadukt nad ul. Rakoczego, grudzień 2013

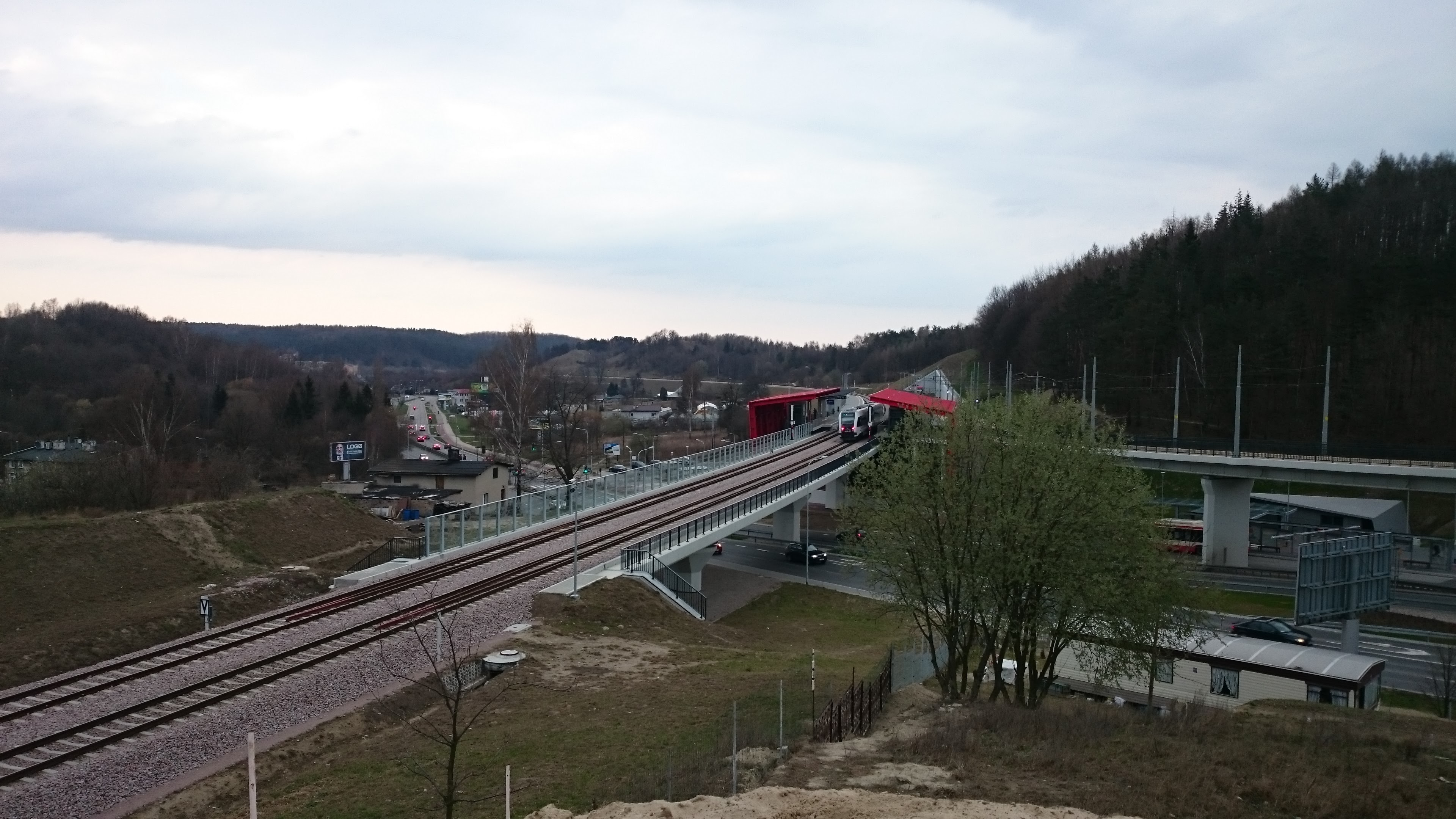
Widok na przystanek i wiadukt nad ul. Rakoczego. Pociąg SA136 Szybkiej Kolei Miejskiej stoi przy peronie w kierunku Wrzeszcza, kwiecień 2016

1 września 2015 otwarto stację Gdańsk Brętowo, która powstała w ramach projektu Pomorskiej Kolei Metropolitarnej. Stacja posiada dwa perony, w tym jeden wspólny z tramwajem. Na obu peronach zostały zbudowane szklane wiaty i dwie zewnętrzne przelotowe windy. W ramach inwestycji powstały również parkingi dla samochodów i rowerów oraz kładka nad ulicą Rakoczego. Względem starego przystanku, inwestycja jest zlokalizowana bliżej arterii łączącej Piecki-Migowo z Brętowem. Początkowo to właśnie bliskość ulicy prawdopodobnie wpłynęła na nazwę, którą projektanci linii PKM przyjęli jako obowiązującą: Gdańsk Rakoczego. Jednak w plebiscycie zorganizowanym na wyłonienie nazw dla przystanków, większość przyszłych pasażerów opowiedziała się za historyczną nazwą Gdańsk Brętowo.